# Kishu
Il Kishu (紀州犬?, Kishū-Ken), a volte chiamato Kishu Inu o cane Kishu, è una razza di cane giapponese. Discende da antiche razze di taglia media e prende il nome dalla regione di Kishu, ora Prefettura di Mie e Prefettura di Wakayama. Questa razza è simile all'Hokkaido, allo Shikoku e al Kai Ken. I giapponesi usavano originariamente questa razza di cane per la caccia al cinghiale e al cervo. Come gli Shiba,sono spesso silenziosi, il Kishu segue la preda in silenzio piuttosto che abbaiando. Sono la razza giapponese autoctona più comunemente usata per la caccia al cinghiale fino ad oggi.

## Storia
Il Kishu è una razza Foundation Stock con l'American Kennel Club . Registri includono il Japan Kennel Club (JKC) e Nihonken Hozonkai (NIPPO), entrambi in Giappone. Il Nihon Ken Hozonkai è considerato il registro principale della razza nel suo paese d'origine ed è responsabile dello standard di razza originale.
Il Kishu è stato riconosciuto come monumento naturale del Giappone dal 1934. Poiché la razza è così rara in Nord America e in Europa, si potrebbe vederla solo nella sua terra natale, il Giappone . Anche in Giappone, il numero di Kishu è in rapido declino e, senza entusiasti dedicati, la razza potrebbe presto scomparire.
I Kishu Ken sono un cane primitivo allevato selettivamente per la caccia al cinghiale e al cervo nella prefettura di Mie e nella prefettura di Wakayama . I Kishu Ken furono identificati in uno studio negli anni '30 condotto da un allevatore giapponese, Haruo Isogai, che classificava tutte le razze canine giapponesi native in tre categorie: grande, media e piccola taglia. Il Kishu Ken appartiene al gruppo di cani di taglia media.. La razza non fu standardizzata fino al 1934 ed era composta dai cani raccolti da quella zona. Quando la razza è iniziata per la prima volta, si diceva che circa il 70% degli individui non fosse bianco. Tuttavia, il bianco è ora il colore predominante. La popolarità di una linea principalmente bianca di Kishu Ken ha diffuso il gene responsabile del bianco attraverso il pool genetico e ha trasformato ad oggi il Kishu Ken nella razza che è prevalentemente bianca..
Una leggenda della penisola di Kii afferma che il primo cane cinghiale, e il progenitore della razza Kishu, era un cucciolo di lupo Honshu donato a un cacciatore che mostrò compassione per una lupa ferita. Questa storia varia in base al racconto, ma l'impatto di questa storia sulla razza Kishu persiste ancora oggi: molti cani Kishu includono la parola "lupo" nei loro nomi.